# تولویل (آرکانزاس)
تولویل (به انگلیسی: Tollville) یک منطقهٔ مسکونی در ایالات متحده آمریکا است که در شهرستان پریری، آرکانزاس واقع شده‌است. تولویل ۶۴٫۹۲ متر بالاتر از سطح دریا واقع شده‌است.